# Crash Test Aglaé
Crash Test Aglaé ist eine französische Filmkomödie aus dem Jahr 2017. Regisseur und Drehbuchautor ist Éric Gravel.

## Handlung
Aglaé, Liette und Marcelle arbeiten in einem französischen Autowerk. Die introvertierte, cricketbegeisterte Aglaé geht in ihrer Tätigkeit in der Abteilung für Crashtests voll auf. Eines Tages werden die Beschäftigten des Werks darüber in Kenntnis gesetzt, dass das Werk geschlossen werden soll; die Arbeit soll zukünftig in einem neu errichteten Werk in Indien verrichtet werden. Aus rechtlichen Gründen bietet die Firma ihren Angestellten die Fortführung des Arbeitsverhältnisses in Indien an, rechnet aber nicht damit, dass jemand dorthin ziehen möchte. Aglaé, für die die Tätigkeit im Crashtest-Labor ein wichtiger Halt in ihrem Leben ist, akzeptiert das Angebot aber; aus unterschiedlichen Gründen schließen sich ihr Liette und Marcelle an. Mit diesem Schritt bringen die Frauen Geschäftsführung und Gewerkschaften gegen sich auf, und jede weitere Unterstützung in Form von zum Beispiel Flugtickets wird ihnen verwehrt. Da sie sich selbst keine Tickets leisten können, beschließen die drei Frauen, in Marcelles altersschwachen Kleinwagen nach Indien aufzubrechen.
Das Trio macht einen Umweg über Frankfurt, um Aglaés Vater Spencer zu besuchen. In dessen verwahrlosten Haus wohnt aber nur noch seine Ex-Frau Sigrun, die von Spencer verlassen wurde. Am Abend kommen sich Sigrun und Marcelle näher. Die Französin beschließt, in Frankfurt zu bleiben, und schenkt Aglaé und Liette ihr Auto. Die beiden Frauen fahren zu zweit weiter.
Ein Gesprächstermin mit der Personalabteilung des Automobilkonzerns macht einen weiteren Umweg notwendig: Im polnischen Werk des Konzerns treffen die beiden Frauen auf zwei Kollegen aus dem französischen Werk, die Personalchefin "La DRH" und den Gewerkschaftsführer Clovis. Erstere bietet den beiden wegen eines einsetzenden öffentlichen Drucks eine Anstellung in Polen zu verbesserten Konditionen an, letzterer setzt sich insbesondere für Liette ein. Grund hierfür ist eine persönliche Konstellation: Clovis ist der Ehemann von Liette, der sie mit "La DRH" betrogen hatte, was für Liette der Auslöser für die Reise nach Indien war. Liette und Clovis versöhnen sich und kehren nach Frankreich zurück, woraufhin Aglaé alleine weiterfährt.
In Kasachstan verirrt sich Aglaé in ein militärisches Sperrgebiet und wird von Soldaten festgenommen. Nachts hat sie Sex mit einem der Soldaten, der daraufhin auf seinem Motorrad mit ihr aus der Kaserne flieht. Nach einem Unfall reist sie alleine weiter, bis das Motorrad kurz vor der Grenze zu China den Geist aufgibt. Einige Tage geht sie zu Fuß weiter ins Altai-Gebirge hinein, bis sie vor Erschöpfung zusammenbricht.
Wundersamerweise wacht sie in einem indischen Krankenhaus auf, aus dem sie umgehend flieht. Sie kommt zunächst bei einem einheimischen Homosexuellen unter, der wie sie cricketbegeistert ist und der sie als Arzt im Krankenhaus behandelt hatte. Die Schließung des französischen Autowerks hat sich mittlerweile zu einem nationalen Skandal mit Aglaé als Galionsfigur ausgeweitet, und der Autokonzern musste die Schließung rückgängig machen. Aglaé, schwanger vom kasachischen Soldaten, könnte in ihr altes Leben zurückkehren, entschließt sich aber dazu, in Indien zu bleiben und einen Neuanfang zu wagen.

## Entstehungsgeschichte
Der frankokanadische Regisseur und Autor Éric Gravel hatte zuvor TV-Serien und diverse teils preisgekrönte Kurzfilme gedreht; Crash Test Aglaé ist sein erster Langfilm. Das Budget betrug zwei Millionen Euro. Gedreht wurde von September bis November 2015 in Frankreich, Polen, Kasachstan und Indien.
Laut Gravel war es ihm ein Anliegen, die charakterliche Wandelung der Protagonistin Aglaé auch über die Kameraarbeit darzustellen. Die Kameraführung sei zu Beginn des Films noch starr. Ab Ankunft in Russland würde sie sensibler und versuche nach und nach, Emotionen einzufangen, und an den asiatischen Schauplätzen zeige die Kamera die Weite und Vielfältigkeit der Welt, die Aglaé beeinflussten. Inspiration für den Charakter der Marcelle lieferte Gravel die Persönlichkeit seiner Großmutter, die "die Eigenart hatte, alles an die Seite zu drängen, was nach komplexen Überlegungen aussah".
2017 lief Crash Test Aglaé auf dem Filmfest Hamburg sowie bei den Französischen Filmtage Tübingen-Stuttgart.

## Rezeption
Das französische Magazin Allocine aggregierte zwölf Kritiken französischsprachiger Kritiker zu einer Meta-Wertung von 3,4 von 5 Punkten. Das französische Magazin Avoir Alire lobte die "außergewöhnliche Geschichte", "prächtige Landschaften" sowie die Leistung der drei Hauptdarstellerinnen. Es wertete den Film als "moderne und originelle Fabel" zum Thema Globalisierung und vergab drei von vier Sternen. Die französische Tageszeitung Le Parisien lobte, der Film se "angefüllt mit Charme und Poesie". Rezensentin Catherine Balle stellte heraus, dass der Film während seiner Laufzeit drei Genres streife: Er beginne als Sozialkomödie, gehe dann in ein abenteuerliches Roadmovie über und ende als Geschichte über die Suche nach dem Selbst.